# Клонтарф (город, Миннесота)
Клонтарф (англ. Clontarf) — город в округе Суифт, штат Миннесота, США. На площади 5,4 км² (5,3 км² — суша, 0,1 км² — вода), согласно переписи 2002 года, проживают 173 человека. Плотность населения составляет 32,5 чел./км².
- Телефонный код города — 320
- Почтовый индекс — 56226
- FIPS-код города — 27-12124[1]
- GNIS-идентификатор — 0641344[2]